# Savoie (cuirassé)
Pour les articles homonymes, voir Savoie (homonymie).

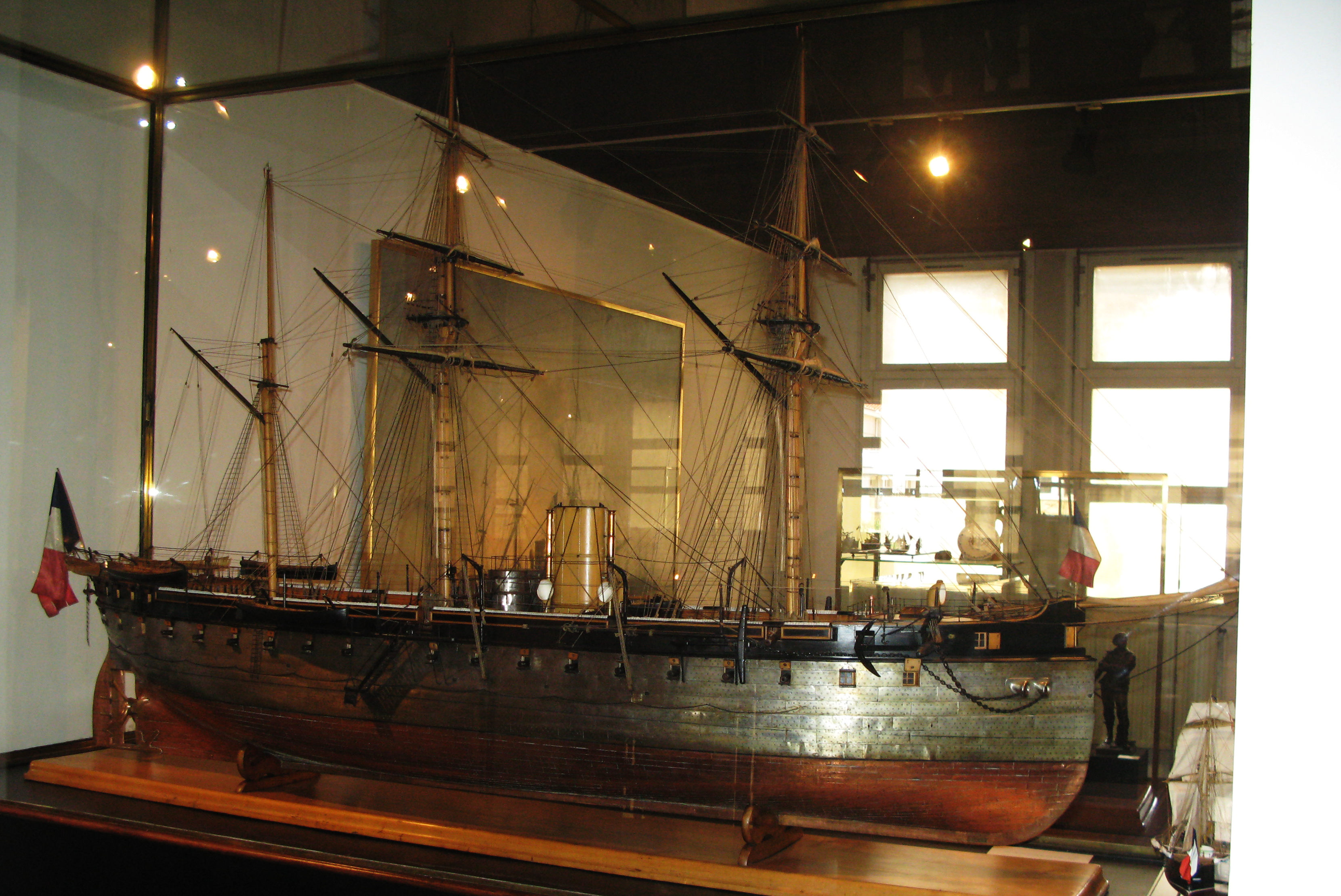
Une maquette du Flandre le sister-ship du Savoie

La Savoie est une frégate cuirassée française.

## Histoire
La Savoie est armée le 25 mars 1865 et incorpore la division cuirassée à Cherbourg en 1867. Le 23 février 1869, en compagnie du Jean-Bart elle est envoyée en Martinique. En juin 1869, elle rejoint Brest avec la division cuirassée de l'Océan. Affectée en juillet 1870 à l'escadre du Nord elle est mise en réserve et désarmée en avril 1871 puis réarmée, prend part en 1873 à une campagne en Méditerranée et est à Mers-el-Kébir en septembre. De nouveau mise en réserve (1874-1876), elle est réarmée et sert en escadre d'évolution dans la 1re division de 1876 à 1878.
Mise en réserve à Cherbourg en 1883, elle est radiée le 19 novembre et démolie l'année suivante.